# Familien Pille som Spejdere
Familien Pille som Spejdere er en dansk stumfilm fra 1915.

## Medvirkende
- Oscar Stribolt – Pille, apoteker i Lilleby
- Henny Lauritzen – Fru Pille, apotekerfrue
- Carl Schenstrøm – Gert Pille, apotekersøn